# Амра Халебић
Амра Халебић (Коњиц, 8. април 1984. године) босанскохерцеговачка је поп-фолк и поп пјевачица и интерпретаторка севдаха и духовне музике.
Хитови су јој Стани зоро, Тамне ноћи, Води ме, Задња шанса, Немој никад рећи да ме не волиш, Имитација, 9 дана (сијало је сунце) (хит године), Доста ми је, Преварена, Ма знам ја, Сретна и вољена, За све касно је и др., као и интерпретација севдалинке Мој бехару коју је отпјевала за ТВСА.

## Биографија
Рођена је 8. априла у Коњицу.

### Образовање и музичка каријера
Основну и средњу школу је завршила у родном Коњицу, а потом дипломирала на ФПН Универзитета у Сарајеву.
Има таленат за пјевање изражен од дјетињства; наслиједила га је од мајке Муневере, која јој и пише пјесме у каснијој професионалној каријери. Први јавни наступ имала је 1997. године на Малом шлагеру у родном мјесту. Била је члан КУД-а. Такмичи се на фестивалима широм БиХ, а освојила је неколико првих мјеста. Године 2003, пријавила се на аудицију севдаха РТВБиХ и направила прве студијске снимке; то су севдалинке Акшам мраче и Ја те пјесмом зовем. Први телевизијски наступ остварила је 2003. године у емисији Фолк шоу водитеља Енвера Шадинлије. Прекретница у каријери Халебићеве је било пријављивање на музичко такмичење ОБН Folk Talents, на којем је завршила као другопласирана. Након овога је стекла медијску и пажњу јавности, па ускоро издаје албум-првијенац — Имитација (2005). Послије овога услиједили су албуми Стани зоро (2007) и Сретна и вољена (2009).
Године 2015. на свом званичном Јутјуб каналу је објавила снимак интерпретације уживо духовне пјесме Опрости, ја Раб. Исто тако је објавила синглове без спотова Лажове (2013), Без поздрава (2015) и Неодољив (2016), као и кавере без спота народне пјесме Плаво плаво (2016) и нумере Јужног ветра Нисам жена коју живот мази (2016) те кавер са спотом за композицију Дине Мерлина Не зови ме на гријех (2019). Има и синглове без спотова Крваре сјећања (2011), Буди мирна (2011), Јави кад ти лоше крене (2012), Ти си моја (2013; дует) и Жалосно је то (2013).
Године 2017. била је на турнеји у Аустралији са колегом Шаћиром Аметијем.

## Приватни живот
Децембра 2018. имала је озбиљну саобраћајну несрећу у којој није повријеђена. Има један брак иза себе. Има једну сестру.
Важи за једну од босанскохерцеговачких пјевачица које се истичу љепотом.

## Дискографија

### Албуми
- Имитација (2005)
- Стани зоро / Амра Халебић (2007, Голд)
- Сретна и вољена / Амра Халебић (2009, Голд)
- Буди мирна (?, Темпо)

Сингл
- За све касно је / Амра Халебић (?, Хајат)

### Видеографија
| Спот                         | Год. | Режисер                       |
| ---------------------------- | ---- | ----------------------------- |
| Кад процвату бехари          | ?    | EMDC                          |
| Ајша                         | 2009 | GOTIVA/EMDC                   |
| Ти и ја                      | 2017 | VIPstudio                     |
| Сретна и вољена              | 2018 | Сафет Хаџимусић / EMDC        |
| Задња шанса                  | 2018 | Сафет Хаџимусић / EMDC        |
| Сирова љубав                 | 2018 | Сафет Хаџимусић / EMDC        |
| За све касно је              | 2018 | Јасмин Пивић \| Area 7 / EMDC |
| Не зови ме на гријех [кавер] | 2019 | Јасмин Пивић \| Area 7 / EMDC |